# 蘇原持田町
蘇原持田町（そはらもちだちょう）は、岐阜県各務原市の地名。現行行政町名は蘇原持田町一丁目から五丁目。

## 地理
各務原市の蘇原地区に属する。町域の東部は東山、須衛町、西部は蘇原清住町、蘇原北山町、南部は蘇原清住町、須衛町、蘇原東門町、北部は東山、蘇原北山町に接する。
地名は、かつて存在した持田村に因む。

## 歴史
この地域は明治初期までは各務郡持田村であり、1897年（明治30年）に伊飛島村、和合村、大宮村、古市場村、三柿野村と合併し蘇原村（1943年に町制施行し蘇原町。）が発足。蘇原村大字持田となる。
1963年（昭和38年）、那加町、鵜沼町、稲羽町と合併し各務原市が発足すると蘇原持田町に改称。
1976年（昭和51年）3月27日、この地域で区画整理が行われ、蘇原持田町の一部と蘇原古市場町の一部、蘇原熊田町の一部をもって蘇原東門町が、蘇原持田町の一部と蘇原熊田町の一部、蘇原坂井町の一部をもって蘇原新生町がが成立。蘇原持田町の一部をもって蘇原持田町一丁目から五丁目が成立する。
1978年（昭和53年）12月30日には蘇原持田町の一部と蘇原古市場町の一部、蘇原飛鳥町の一部をもって蘇原清住町が成立。その後1980年（昭和55年）には蘇原持田町の一部（字北山など）、蘇原飛鳥町の一部もって蘇原北山町が成立する。
蘇原持田町と須衛町に跨る持田東山地区（東山丘陵）で住宅団地及び工業団地の造成が行われることになり、発掘調査が行われた。このうち住宅団地は東山ニュータウンとなり、1998年（平成10年）に蘇原持田町の一部と須衛町の一部をもって東山が成立。

## 世帯数と人口
2024年（令和6年）10月1日現在の世帯数と人口は以下の通りである。
| 丁目             | 世帯数  | 人口  |
| ---------------- | ------- | ----- |
| 蘇原持田町一丁目 | 22世帯  | 48人  |
| 蘇原持田町二丁目 | 36世帯  | 92人  |
| 蘇原町持田三丁目 | 32世帯  | 61人  |
| 蘇原持田町四丁目 | 9世帯   | 27人  |
| 蘇原持田町五丁目 | 66世帯  | 148人 |
| 計               | 165世帯 | 376人 |

## 小・中学校の学区
市立小・中学校に通う場合、学区は以下の通りとなる。
| 番・番地等 | 小学校                   | 中学校               |
| ---------- | ------------------------ | -------------------- |
| 全域       | 各務原市立蘇原第一小学校 | 各務原市立蘇原中学校 |

## 主な施設
- 持田公民館
- 西厳寺
- 白山神社